# 蔡豪
蔡豪（1958年8月1日—），台灣屏東縣客家人，中華民國政治人物。曾任無黨團結聯盟籍立法委員、前任國會政黨聯盟副主席。

## 介紹
2001年，蔡豪擔任《民眾日報》董事長的期間，捲入台開公司購地弊案的事件，檢方從購買《民眾日報》資金來源回查，發現該筆金額是王令麟所給1億3,000多萬元的酬勞；而蔡豪對此答覆，一切財務、任何資金流向皆與他本人無關，而受《中華民國九十六年罪犯減刑條例》通過狀況之下，蔡最終也自稱清清白白，僅需交付罰金，不需入監服刑。
2004年立法委員選舉時，曾傳出蔡豪涉嫌賄選，當時還招待7百多名樁腳、選民至麗星郵輪出國遊玩，全案最後被法院宣判無罪。
2008年立法委員選舉時，民主進步黨立法委員蘇震清控告蔡豪於競選期間發送文宣影射他涉及金錢、特權利益及賄選，請求蔡豪賠償新台幣100萬元並在報紙刊登道歉啟事。蔡豪在法庭上主張，時任屏東縣議員的蘇震清參選立法委員，應虛心接受社會公評，他是站在人民立場對蘇震清提出質問，他的評論方法適當。一審判決，蔡豪敗訴，應給付蘇震清新台幣70萬元，並將澄清啟事以四分之一版的篇幅刊登於多家報紙。二審判決，各候選人於「競選活動期間」的文宣內容，縱使涉及私領域，也不能說與公共利益無關；蔡豪有所本發表可受公評的評論，屬公共議題的意見表達範圍，受言論自由保障，故改判蘇震清敗訴。2013年5月1日，最高法院判決蘇震清敗訴確定。
2008年1月23日，蔡豪宣布加入中國國民黨。
2009年7月30日，臺灣臺北地方法院認定蔡豪協助前中興銀行總經理王宣仁偷渡中國大陸，判刑蔡豪六個月，可以罰金新台幣一千元易科一日，蔡豪表示將上訴。
2009年屏東縣縣議員選舉，蔡豪以無黨籍身分於第一選舉區參選，和中國國民黨於第二選舉區提名參選的妻子宋麗華雙雙在各自選區高票當選，創下中華民國地方自治史上頭一遭夫妻在同屆縣議員選舉中當選的紀錄。然由於蔡豪涉及賄選犯罪，已遭屏東地檢署提出當選無效。
2014年2月12日，臺灣最高法院依違反公職人員選舉罷免法判處蔡豪有罪，處4年徒刑、褫奪公權4年確定。判決指出，蔡豪在屏東縣第7屆立法委員選舉時以每票新台幣500元買票。
2017年，蔡豪與宋麗華離婚。
2018年10月18日，國會政黨聯盟成立，蔡豪擔任該黨首任副主席。
2021年6月21日，蔡豪因性侵女助理被判4年10個月，最高法院駁回上訴確定，於當週發監執行。

## 外部連結
- 立法院爭議人物－蔡豪 （页面存档备份，存于）
- 東森購物台傳3天易主　幕後金主王令麟？ （页面存档备份，存于）

- 【獨家／名人醜聞1】前立委蔡豪被控灌醉女助理硬上（页面存档备份，存于）

- 要入獄！前立委蔡豪灌酒性侵女助理 判4年10月確定（页面存档备份，存于）